# Philip Mirowski
Philip Edward Mirowski (* 21. August 1951 in Jackson, Michigan) ist ein US-amerikanischer Historiker und Ökonom. Mirowski ist vor allem bekannt für seine Arbeiten zur Geschichte der neoklassischen Wirtschaftswissenschaft, deren Ursprünge in der Physik er herausgearbeitet hat. Seine neueren Arbeiten beschäftigen sich mit der Geschichte des Neoliberalismus.

## Werdegang, Forschung und Lehre
Mirowski schloss 1973 sein Studium der Wirtschaftswissenschaften an der Michigan State University mit einem Bachelor of Arts ab. Anschließend wechselte er an die University of Michigan, wo er 1976 zunächst seinen Master of Arts ablegte, ehe er 1979 als Ph.D. graduierte.
1978 trat Mirowski als Assistant Professor seinen Dienst an der Santa Clara University an, ehe er 1981 an die Tufts University weiterzog. Nach einem kurzen Aufenthalt 1984/85 an der University of Massachusetts Amherst kehrte er als Associate Professor an die Tufts University zurück. 1990 folgte er einem Ruf der University of Notre Dame und übernahm den Carl-Koch-Lehrstuhl für Wirtschaftswissenschaft und Geschichte und Philosophie der Wissenschaften.
Besondere Bekanntheit erlangte Mirowski mit seinem 1989 erstmals erschienenen Werk More heat than light – economics as social physics, physics as nature’s economics, in dem er die Interaktion zwischen moderner Wirtschaftstheorie und physikalischen Erkenntnissen darlegte. Den Erfolg der Theorien insbesondere von Adam Smith, Karl Marx, François Quesnay und David Ricardo mit Arbeit als zentralem Faktor und Ausgangspunkt der Wertbestimmung begründete er mit der Übereinstimmung mit dem Wissen über naturwissenschaftliche Vorgänge sowie den rationalen Lehren von Gottfried Wilhelm Leibniz und René Descartes. In den folgenden Jahren veröffentlichte er verschiedene Publikationen, in denen er diesen Gedankengang detaillierter ausbaute und auf weitere Ökonomen anwendete. Dabei steht insbesondere der Austausch von Energie und Nutzen als Gradmesser im Zentrum der Untersuchungen. In seinem 2001 veröffentlichten Machine Dreams – Economics Becomes a Cyborg Science stellte Mirowski die Arbeit John von Neumanns in den Mittelpunkt, um anhand dessen Spiel- und Automatentheorien den Einfluss von Militär und Cyborgs auf die neoklassischen Ökonomen zu untersuchen.
Die Enzyklopädie Wikipedia beschrieb er zusammenfassend als typisches Produkt des  Neoliberalismus. Die Auffassung, dass sich auf dem freien „Markt der Ideen“ früher oder später die objektive Wahrheit durchsetzen würde, sei Ausdruck des neoliberalen Zeitgeistes. Ebenso ginge es trotz des nichtkommerziellen Anspruchs, der besonders attraktiv für Systemgegner (those inclined to rage against the machine) wäre, um eine Kommodifizierung von Wissensbeständen. Dabei würden Erkenntnisse, die ehemals von Autoren und Wissenschaftlern mit großem Aufwand erstellt worden sind, durch unbezahlte Freiwillige in Formate gebracht, die dem ursprünglichen Kontext entrissen, frei verfügbar und dadurch grundsätzlich vermarktbar gemacht würden. Zwar würde Wikipedia dieses Wissen (noch) nicht selbst vermarkten, sich jedoch perfekt mit anderen werbefinanzierten Internetanbietern wie beispielsweise Google ergänzen und die kommerzielle Verwendung weiterentwickelter Produkte ermöglichen.

## Veröffentlichungen
- als Herausgeber: Natural Images in Economic Thought: Markets Read in Tooth and Claw. Cambridge University Press, Cambridge 1994, ISBN 0-521-44321-0.
- More Heat than Light: Economics as Social Physics; Physics as Nature's Economics. 2. Auflage. Cambridge University Press, Cambridge 2000, ISBN 0-521-42689-8.
- Machine Dreams: Economics Becomes a Cyborg Science. Cambridge University Press, Cambridge 2002, ISBN 0-521-77526-4.
- Science Bought and Sold: Essays in the Economy of Science. University of Chicago Press, Chicago, Illinois, 2002, ISBN 0-226-53857-5.
- The Effortless Economy of Science? Duke University Press, Durham 2004, ISBN 0-8223-3322-8.
- als Herausgeber, mit Dieter Plehwe: The Road from Mont Pèlerin: The Making of the Neoliberal Thought Collective. Harvard University Press, Cambridge, Massachusetts 2009, ISBN 978-0-674-03318-4.
- Science-Mart. Privatizing American Science. Harvard University Press, Cambridge, Massachusetts 2011, ISBN 978-0-674-04646-7.
- Never Let a Serious Crisis Go to Waste. How Neoliberalism Survived the Financial Meltdown. Verso, London/New York 2013, ISBN 978-1-78168-079-7.
  - Übersetzung: Untote leben länger. Warum der Neoliberalismus nach der Krise noch stärker ist. Matthes & Seitz, Berlin 2015, ISBN 978-3-95757-087-1.